# La Roseraie (Toulouse)
Pour les articles homonymes, voir Roseraie (homonymie).
La Roseraie est un quartier de Toulouse situé au nord-est de la ville, profitant des nombreux espaces verts des environs (zone verte des Argoulets) et de la proximité de la ligne A du métro (stations Roseraie et Argoulets). Ce quartier, dans le découpage administratif municipal actuel, dépend de la sous-division 4.2 du secteur 4 (Toulouse Est).

## Localisation et historique

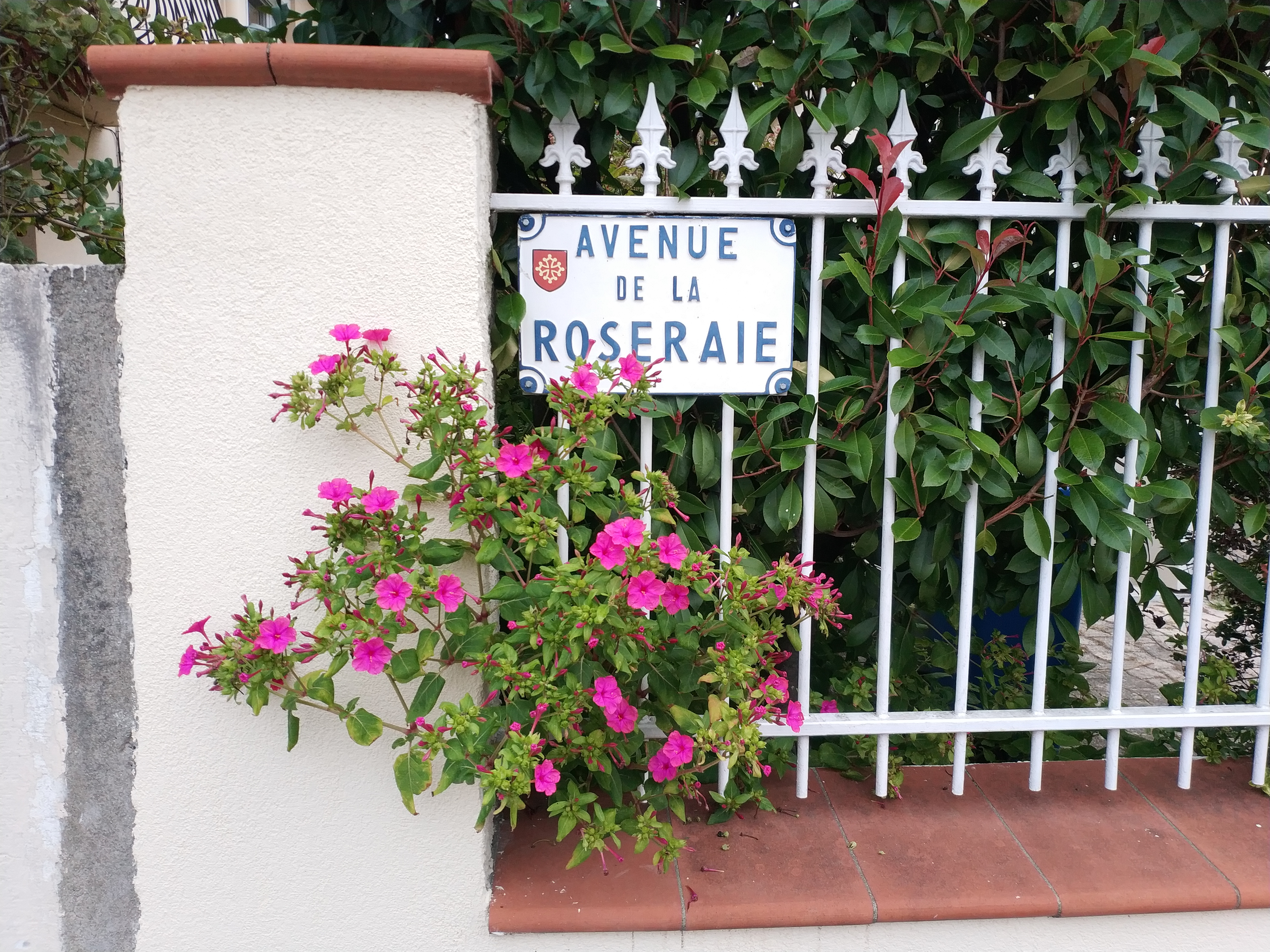
Aperçu du côté bucolique du quartier.

Le quartier de la Roseraie a été créé et bâti, en 1932, dans le cadre du plan d'extension et d'embellissement de la ville. En 1932 donc création par la Mairie avec le percement, viabilisation des chemins existants ou nouvelles voies de circulation. Quelques années plus tard, la SITEEV crée un lotissement appelé Les Floralies pour des raisons marketing (loin de la fureur de la ville et pollution, déjà). D'où les noms de fleurs dans toutes les rues qui desservent ce nouveau quartier à urbaniser. L'artère principale est l'avenue de la Roseraie.
Avant la création et l'extension de Toulouse vers ce quartier, ce dernier était principalement agricole. Des fermes et exploitations vigne et cultures. Fabriques de tuiles en terre cuite, etc. 
En 1978, des moutons paissaient sur de nombreuses parcelles de terre. Courant année 1991 l'on pouvait encore entendre le matin le coq chanter.
Ce quartier est délimité par les voies suivantes : route d'Agde, avenue de Lavaur, chemin de Nicol et le chemin Michoun. Les services de la Ville de Toulouse, l'incluent dans un périmètre plus large - Michoun, Périole, Juncasse et la Rocade - mais il est bien restreint à ces 4 voies.
Lors de la création de La Roseraie, les voies desservant ce quartier ont pour la majorité des noms de fleurs. Voici une liste non exhaustive des divers noms relevés :
- dans le secteur pris entre la rue Théodore-Lenotre et l'avenue du Président-Doumergue : les rues des Tulipes, des Primevères, des Capucines, des Pervenches, des Balsamines, des Anémones, des Amarantes, des Nénuphars, du Romarin ;
- vers l'avenue de Lavaur et l'avenue Joseph-Le-Brix, les rues suivantes : des Tulipes, des Bleuets, des Pâquerettes, des Coquelicots, des Myosotis ;
- du côté du chemin de Nicol, une seule voie porte un nom de fleur : la rue des Pavots.

De beaux espaces verts parsèment le quartier : la place de la Roseraie (anciennement place du Terminus, aujourd'hui place Vincenzo-Tonelli), la place Rosine-Bet (RB), le stade d'Amouroux et le square Toit-du-Roulant, inauguré le 26 juin 2008, anciennement dénommé square du Monde.

## Typologie du quartier
- Habitat individuel et pavillonnaire en très grande majorité. Assortis de jardins, et pour certaines constructions de belles parcelles de terrain donnent au quartier un esprit faubourg particulièrement calme, bucolique et serein.
- Quelques rares ensembles résidentiels, mais sur de vastes parcelles de terrain. Jusqu'à présent une densité très faible. Mais le dernier PLUiH adopté 2024/25 doit changer la donne !

Principalement constitué de petites rues, il est desservi par quelques voies plus importantes : l'avenue Marcel-Doret (aviateur et pilote d'essai français), prolongée par l'avenue Joseph-Le-Brix (marin français, pilote de l'aviation maritime), les avenues de Lavaur, de la Roseraie et du Président-Doumergue (président de la République française de 1924 à 1931).
Juste en lisière du quartier, la vaste zone verte des Argoulets. Zone verte - car inondable et proche de la rivière Hers - avec de nombreux équipements sportifs et de détente : piscine et patinoire Alex Jany, petite piste de vélocross, skatepark, terrains de foot, rugby, tennis, baseball, Maison du Judo, gymnase, parcours de santé, complexe de pelote basque dont son fronton extérieur,

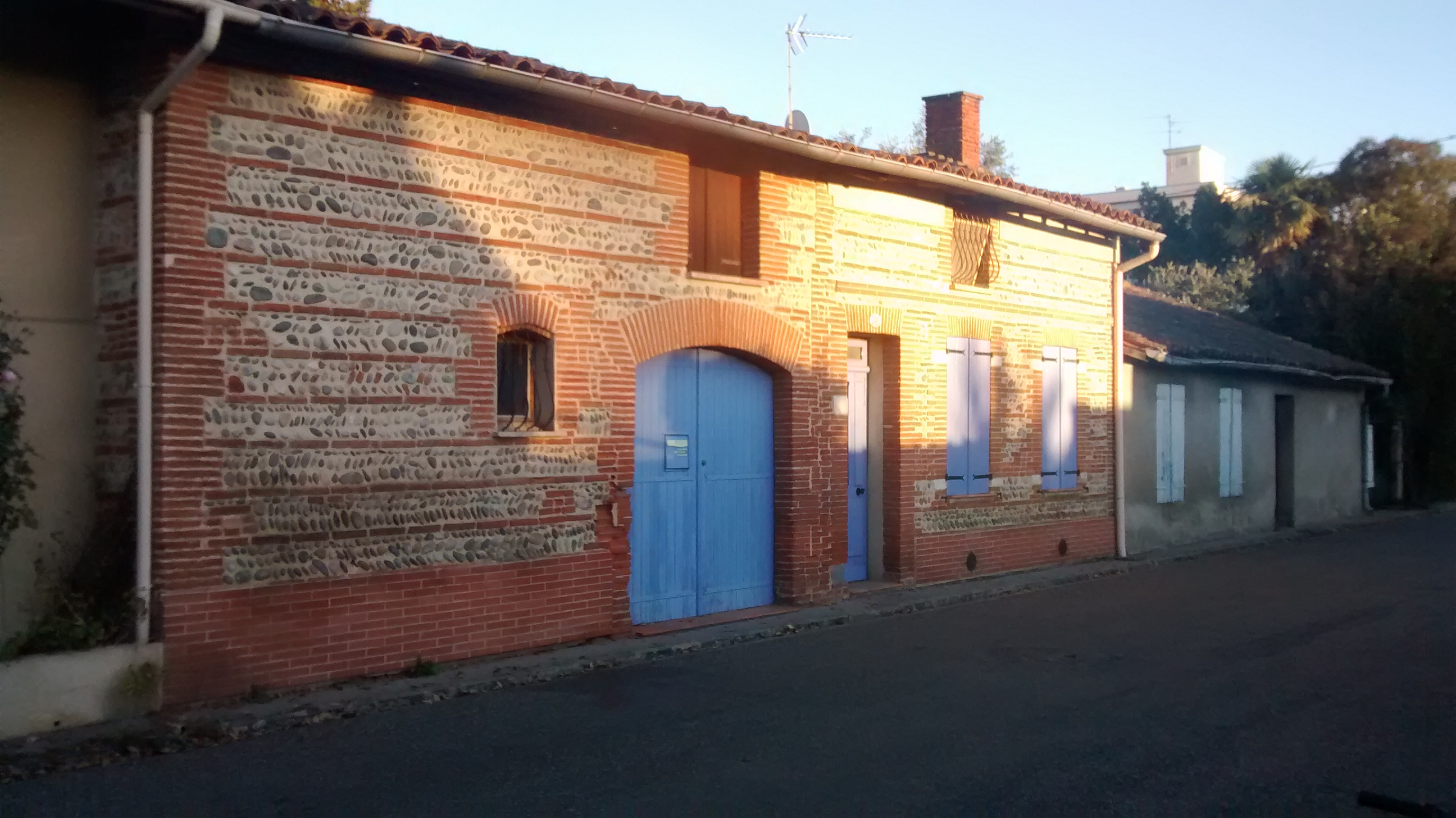
no 36-38 rue Théodore-Lenotre : ancienne maison toulousaine.

Il reste quelques maisons anciennes dites toulousaines, mais l'urbanisation effrénée efface les rares traces encore existantes du passé.
Au no 36-38 de la rue Théodore-Lenotre, il y avait une belle maison inventoriée mais non classée – datant de début 1900 sur une parcelle de 3 000 m2 – qui a été rasée en 2018 à la faveur d'un programme immobilier. Sur cette même rue Théodore-Lenotre, au no 22 une maison de 1875 subsiste encore.

### Une particularité du quartier: Le lotissement Castor Toit du Roulant / SNCF et Le Square du Roulant.
Compris entre les 55 rue Ernest Feydeau et 1 rue du Romarin, dès 1954 un terrain de 39 440 m2 est acquis par la Société du Toit du Roulant auprès de la compagnie d'assurances La Mondiale. Création de la Sté le Toit du Roulant (dépôt des statuts le 13/12/1954. Inscrite le 7/05/1955. Pièce officielle No 5344)
Un lotissement de 78 parcelles est créé - permis de construire de la mairie de Toulouse No 95 délivré le 30/06/1956 - et vendues à des employés cheminots de la SNCF. La gare de Toulouse-Matabiau, le dépôt Périole et Raynal étant proches.
Sur ces parcelles sont construits 78 logements entourés de belles parcelles de terrain qui deviendront de beaux jardins. (1 maison en F3, 56 maisons en F4, 21 maisons en F5 / Pour une surface totale construite de 5 476 m2).
Est créée, le 1er février 1956, une Association du Syndicat du Lotissement (ASL) : Toit du Roulant. Le lotissement privé est terminé en 1958 et les constructeurs/habitants aménagent dans leurs logements.
Les maisons bâties par les acquéreurs, appelés les Castors (mouvement coopératif) maintenant auto-constructeurs, constituent un bâti propre du quartier. Ils aménagèrent, en 1957, le square du Monde – en référence à la compagnie " La Mondiale ", propriétaire du terrain – pour pouvoir s’y reposer, se détendre et se retrouver.
Le 13 avril 1973 à 11 heures, à lieu l'inauguration du lotissement – qui passe dans le domaine communal – par MM. Pierre Baudis, député-maire de Toulouse et Marcel Cavaillé sénateur et adjoint au maire de Toulouse.
Le 26 juin 2008, en présence de MM. Pierre Cohen, maire de Toulouse et Jean-Jacques Mirassou, conseiller général responsable du canton 7, a lieu l'inauguration et le changement de nom du square. Désormais ce dernier est nommé Square du Roulant, en mémoire des bâtisseurs du lotissement. Il est aussi fêté, à cette occasion le cinquantenaire du lotissement et la tenue du Repas du Cinquantenaire.

## Évolution du quartier
Ce quartier qui est jusqu'à présent principalement pavillonnaire et en habitat individuel va connaitre dans les prochaines années une évolution majeure. D'autant qu'il est situé sur une zone de passage importante. Pris entre la sortie no 15 de la rocade Est de Toulouse A61/62, et les quartiers Jolimont, Marengo, Gare, tout le centre ville de Toulouse, côté ville, et d'autre-part -au delà de la rocade - par les villes de Balma, l'Union Montrabé, etc. Voici les gros projets à venir aux alentours qui vont bouleverser sa quiétude.
Auparavant, il y avait dans les environs quelques rares mais gros bassins d'emplois. Au fil des ans, ces sites ont fermé, se sont déplacés ou délocalisés.
- Le plus ancien site industriel[5] - de 1925 à 1960 - [pas clair] les engins agricoles et tracteurs Amouroux (Amouroux Frères), ont laissé place, dans les années 1964, aux constructions résidentielles du quartier qui porte le nom de la famille Amouroux (Cités Amouroux I & II environ 1 400 logements). Actuellement, appels à projets pour la reconversion des halles/usines[6] par Toulouse Métropole.

- Le site du CEAT ou Centre d'Essais Aéronautiques de Toulouse (DGA Techniques aéronautiques) anciennement situé rue Henri Guillaumet, déplacé vers Balma. Environ 13 hectares de libres dans un premier temps. Où il est prévu 1 300 logements dont 78000 m² de logements, bureaux 8500 m² et commerces ou services pour 106000 m². Équipements sportifs de 4200 m²[7],[8].

- Le site de l'ancienne école de l'École nationale supérieure d'ingénieurs de constructions aéronautiques (ENSICA). Reconversion actée il y a peu de temps. La future reconversion prévue du bâtiment Lemaresquier[9] (Charles Lemaresquier Architecte), en lieu culturel est aujourd'hui abandonnée. À la place, transfert et installation de la cité administrative de Toulouse[10], anciennement située dans le quartier Compans. 1640 emplois postes de travail, 14 directions, services, régionaux, départementaux. 30000 m² de bureaux administratifs, mais très peu de stationnements dans le but "avoué de décourager les agents de s'y rendre en voiture"[11].

- Le site de l'usine Latécoère (Pierre-Georges Latécoère), installé en 1940 (Terrain de 70 000 m2) – sur l'ancienne implantation de la briqueterie-tuilerie Borie-Chanal, créée au milieu du XIXe siècle[12] – l'unité de production déplacée en lisière de Toulouse et l'Union. À terme, constructions de nombreux logements, immeuble de service séniors et bureaux (35 000 m2 de planchers au total), plus le futur siège social et Administratif (10 000 m2) des usines Latécoère. Usines qui sont réparties dans le monde.

- Création à l'ancien terminus de la ligne de métro A de Jolimont, sur trois parcelles totalisant 5400 m² (dont une partie du stationnement du parc-relais Tisséo) d'un ensemble immobilier My Jolimont. Ce suite à appel à projet, Dessine moi Toulouse, de Toulouse Métropole[13]. Constructions de 6 immeubles d'une surface totale de 14.600 m² de planchers avec des répartitions diverses : Des logements qualitatifs, Bureaux flexibles avec services, Espace de coworking – Fab-Lab, Résidence innovante à destination des jeunes actifs, Supermarché coopératif / participatif Chouette Coop, Crèche. Environnement : Parc paysager sous le viaduc, Mail piéton[14].

- Construction / déplacements des services techniques de la Métropole de Toulouse. Services actuellement au Raisin, vers l'avenue d'Atlanta. Dans le cadre de l'opération EUROPOLIA (restructuration du quartier de la gare Matabiau). Construction d'un Technocentre sur le site Atlanta de 21.000 m²[15] entre l'avenue d'Atlanta et la rocade, pour accueillir les services techniques, bureaux, cantine etc.

- Création d'un parking silo pour les véhicules sur le site du parking relais des Argoulets. Prise sur le parking existant, avec création de nouvelles places de parking en hauteur, et dans les parties basses d'une école de formation aux eSports[16]. Au total environ 16.000 m² de créés.

- Le projet Toulouse Euro-Sud-Ouest (TESO)[17] qui doit accompagner l'arrivée des TGV Paris - Bordeaux - Toulouse. Implanté dans le quartier Marengo - Jolimont, Bonnefoy autour de la gare SNCF Matabiau / Raynal, il affecte à terme environ 35 hectares avec la construction prévue de la tour Occitane de 150 mètres de hauteur[18] qui combinera logements, commerces, bureaux, hôtel de standing.

- Autre projet bien avancé, en service depuis plus d'une année, la construction d'une caserne de pompiers au 24 chemin de Gramont, le long de l'avenue d'Atlanta. La mise en service de cet équipement est programmée pour le premier semestre 2022. Environ 65 sapeurs-pompiers professionnels seront présents, plus des sapeurs-pompiers volontaires[19].
- Depuis deux ans, une création controversée de la Métropole, l'implantation dans le quartier d'une centrale Biomasse. Initialement prévue dans les environs du quartier Borderouge et rejeté par la population, le projet semble trouver son point de chute le long du Chemin de Gramont vers l'avenue d'Atlanta. Initialement qu'en biomasse, ENGIE le prestataire retenu étudie plusieurs sources : géothermie, biomasse, gaz et solaire. Cette centrale, Réseau de chaleur destiné à accompagner la ZAC GRAND-MATABIAU QUAIS D'OC (projet TESO), doit desservir plusieurs ensembles immobiliers - en chauffage collectif - sur son passage.

Tout le quartier va être profondément bouleversé par les multiples projets d'implantations / constructions importantes, de commerces, bureaux. Des flux journaliers conséquents de véhicules divers, combinés à une voirie mal adaptée et largement sous-dimensionnée, certaines voies telle – la route d'Agde (D112 entrée et sortie de Toulouse) sortie no 15 de la rocade en particulier – au gabarit restreint aujourd'hui même, sont déjà à certaines heures difficilement praticables, et seront dans très peu d'années totalement thrombosées. 
Très rares possibilités de circulation en mobilités douces alternatives aujourd'hui ainsi que dans un futur proche, car les rues sont peu larges. Absence quasi totale de pistes cyclables, trottoirs étroits (parfois moins de 25 cm disponibles), en très mauvais état ne permettant pas de se déplacer en situation de handicap (fauteuils roulants ou déambulateurs) ou avec des poussettes pour les mères... Il est à noter que de multiples véhicules sont stationnés sur ces derniers empêchant tout passage pédestre. De nombreux jardins privatifs - non entretenus correctement - le long des rues du quartier ont une végétation luxuriante qui déborde largement sur le domaine public restreignant la marche le long du trottoir.